# Първи курилски проток
Първи курилски проток (на японски: 占守海峡) в Тихи океан отделя остров Шумшу от полуостров Камчатка (нос Лопатка). Свързва Охотско море и Тихи океан.
Протокът е с дължина от около 15 km, дълбок до 32 m. Бреговете са стръмни. Тук се намират кекур Одинец, рифовете Восточний и Лопатка и пясъчната плитчина Курбатовская. В протока се вливат реките Кошкина, Озерная, Болотинка. В южната му част има множество подводни камъни. Средната височина на прилива по бреговете е 1 m.
В периода 1875 - 1945 г. през протока е преминавала съветско-японската граница. Наречен е първи, защото е най-северният от протоците между Курилските острови.
На брега на остров Шумшу се намира изоставеното селце Курбатово, а на отсрещния бряг в Камчатка е село Семьоновка.
Протокът се намира в акваторията на Сахалинска област и Камчатския край. Тук преминава административната граница.